# Gruberjeva brv
Gruberjeva brv, prej "Streliška brv", je most namenjen prehodu pešcev čez Gruberjev kanal v podaljšku Streliške ulice v Ljubljani.
Most je bil zgrajen in za promet odprt aprila leta 1939. Prekladna konstrukcija je tročlenski lok. Razpon loka je 35 m, celotna dolžina mostu pa znaša 49,80 m. Med ograjama je pešpot široka 3,0 m, pohodna površina je asfaltirana, ograja je litoželezna.
Ob poglabljanju dolenjske železnice zaradi izgradnje izvennivojskih prehodov na Dolenjski in Hradeckega cesti, je bil leta 1979 objekt podaljšan za nadvoz čez železnico. Ker gre za precejšnjo razliko med niveletama objektov, je bilo za povezavo izvedeno simetrično stopnišče.
Gruberjeva brv je tudi ena izmed točk na znani Jakobovi pešpoti preko Slovenije.

## Temeljita obnova v letih 2012/2013
V letu 2012 se je začela temeljita obnova brvi in betonskega nadhoda, sicer napovedana že za leto 2010.
Prenova mostu in rekonstrukcija oziroma novogradnja nadhoda, ki je nadomeščen z železnim, v sklopu katerega je poleg stopnic tudi dvigalo za gibalno ovirane, je bila končana v avgustu 2013. Projekt je s sodelavci Atelier arhitekti izdelal prof. Jurij Kobe, izvajalci pa so bili Saning International d.o.o. s podizvajalci. Pogodbena vrednost del je znašala 963.136,51 EUR z vključenim DDV.
- Pogled na vozišče in na koncu na stopnišče na nadvoz
- Pogled na ločno konstrukcijo
- Detajl nadvoza s stopniščem pred rekonstrukcijo
- Detajl nadvoza s stopniščem po rekonstruciji avgust 2013
- Pogled z desnega brega avgust 2013